# 180er
Portal Geschichte | Portal Biografien | Aktuelle Ereignisse | Jahreskalender | Tagesartikel

◄ |
1. Jh. |
2. Jahrhundert
| 3. Jh. | ►

◄ |
150er |
160er |
170er |
180er
| 190er | 200er | 210er | ►

180 |
181 |
182 |
183 |
184 |
185 |
186 |
187 |
188 |
189

## Ereignisse
- 180: Ende der Markomannenkriege.
- 180: Commodus wird als Nachfolger seines Vaters Mark Aurel römischer Kaiser.
- 181: In Rom kommen die ersten Dampfkochtöpfe zum Einsatz.
- 184: In China läutet der Aufstand der Gelben Turbane das Ende der Han-Dynastie ein.

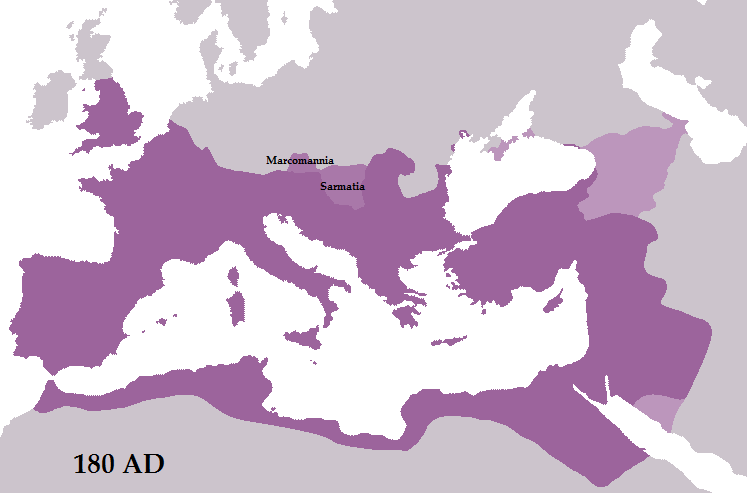
Das Römische Reich während der Herrschaft von Marcus Aurelius. Er annektierte das Gebiet der Markomannen und der Jazygen. Die hellrosa-gefärbten Gebiete im Osten sind die von Rom unabhängigen Königreiche von Kolchis, Iberien und Albania.